# وكالة رامتان للأنباء
وكالة رامتان للأنباء أول وكالة أنباء تلفزيونية عربية فلسطينية مصورة تقدم خدماتها باللغتين العربية والإنجليزية.
الفكرة بدأت صغيرة بتأسيس RAMATTAN STUDIOSللعمل في مجال الإنتاج التلفزيوني، فكانت البداية بكاميرا واحدة وجهاز مونتاج في مكتب متواضع في وسط مدينة غزة في فلسطين، واقتصر الهدف في حينها على إنتاج الأفلام الوثائقية فأنتج فيلم (العكاز والصبار والمرأة المتميزة).
ومع انطلاق الانتفاضة الثانية بتاريخ 28/9/2000 وجدت رامتان أن واجبها الوطني يُحتم عليها نقل وقائع الانتفاضة للعالم الخارجي حتى تعرف شعوب العالم حقيقة ما يدور في المنطقة، وانطلاقا من هذه الرؤية بدأت رامتان عملها في مجال التغطية الإخبارية في نوفمبر 2003 حيث بدأنا في بث أربع نشرات تلفزيونية إخبارية يوميا
ونتيجة للمهنية العالية التي أثبتتها رامتان في تغطية الأخبار الفلسطينية والإسرائيلية بمستوى منافس للوكالات الأجنبية فقد قرر مجلس إدارة رامتان تغيير اسم «استوديوهات رامتان» إلى «وكالة أنباء رامتان» وليكتمل دور الإخباري الجديد أنشأت رامتان في مايو 2005 موقعها الإخباري على شبكة الإنترنت.
أما خدمة البث المباشر فقد تطورت هي الأخرى بسواعد موظفي رامتان فقد اقتنت رامتان أول جهاز بث مباشر في العام 2001 وخرجت إلى العالم من خلال أول بث لها على القمر UTELSAT.